# 近危急種

IUCNにおける近危急種

近危急種（きんききゅうしゅ、Near Threatened, NT、準絶滅危惧）とは、IUCNのレッドリストなどで定められている保全状況の一つ。ある生物種（または亜種以下の分類群）の生息状況を評価した結果、今のところは絶滅する危険性はないが、同じく絶滅の危険性のない低危険種(軽度懸念、LC)と違って生息地の変化などがあると将来的に危急種(絶滅危惧Ⅱ類、VU)に移行する可能性があると判断された種が近危急種としてカテゴライズされる。そのためIUCNでは、近危急種と評価された種の保全状況については、頻繁に、あるいは定期的に何度も再評価を行うことが重要であるとしている。
なお、公益財団法人世界自然保護基金ジャパンは、Near threatenedの訳語を「近危急種」としている。
2017年現在、最新版のIUCNレッドリストでは5,736分類群が準絶滅危惧と評価されており、内訳としては動物が3,865分類群、植物が1,867分類群、菌類が4分類群である。また2001年以前のIUCNレッドリストで指定されていたカテゴリーである保全対策依存（CD）が、2001年以降廃止されているため、そのカテゴリーに含まれていた402分類群についても近危急種として扱われる。

## 概要

2001年以前のIUCNレッドリストにおける準絶滅危惧

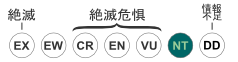
環境省のレッドリストにおける準絶滅危惧

2001年に公開されたIUCNのレッドリスト (ver. 3.1) から、このカテゴリーはNTと略されるようになった。しかし、2001年以前のバージョンにおいては、準絶滅危惧は低リスク (Lower Risk) というカテゴリのサブカテゴリであったため、IUCNのデータベースではLR/ntと表記されている。そのため、2000年以前に保全状況が準絶滅危惧として評価されたものの、2001年以降に再度保全状況が評価されていない種については、LR/ntまたは (nt) と記載されている。
またIUCN以外のレッドリストでも準絶滅危惧というカテゴリーを設けている場合がある。例えば日本の環境省が作成したレッドデータブックおよびレッドリストでも準絶滅危惧を設けており、2007年現在665の分類群（動物475、植物190）が準絶滅危惧に指定されている。